# 부인은, 취급주의
《부인은, 취급주의》　(奥様は、取り扱い注意)는 2017년 10월 4일부터 12월 6일까지 닛폰 TV 수요드라마 시간대에 방송 중인 텔레비전 드라마이다. 아야세 하루카가 주연, 가네시로 가즈키가 원안과 각본을 맡았다.

## 등장인물
- 이사야마 나미 - 아야세 하루카
- 오오하라 유리 - 히로스에 료코
- 사토 쿄코 - 혼다 츠바사
- 이사야마 유키 - 니시지마 히데토시

## 영화
2019년 10월 16일, 드라마 후의 일을 그린 극장판 영화가 제작되는 것이 발표되었다. 2020년 6월 공개예정. 포르투갈 해외 로케 촬영이 진행될 예정이며 새로운 캐스트들도 합류한다.

### 캐스트(영화)
- 이사야마 나미 - 아야세 하루카
- 이사야마 유키 - 니시지마 히데토시

### 스탭(영화)
- 원안 - 가네시로 가즈키
- 감독 - 사토우 토우야
- 극본 - 마나베 유키코